# Matty Matlock
Julian Clifton 'Matty' Matlock (Paducah (Kentucky), 27 april 1907 – Los Angeles, 14 juni 1978) was een Amerikaanse jazzsaxofonist, -klarinettist en arrangeur van de dixielandjazz.

## Biografie
Matlock groeide op in Nashville vanaf 1917. Hij begon klarinet te spelen op 12-jarige leeftijd.
Van 1929 tot 1934 verving Matlock Benny Goodman in de Ben Pollack band voor arrangementen en optredens op klarinet.
Matlock was een van de belangrijkste arrangeurs van de Bob Crosby band. Hij voegde zich in 1935 bij de band van Crosby als klarinettist en speelde met zowel diens hoofdband als de kleinere bobcats-groep, maar hij werd vaak gedetacheerd om fulltime te schrijven voor het orkest en de Bobcats. Hij bleef bij Crosby totdat de band in 1942 werd ontbonden. Matlocks inzending in The Rough Guide to Jazz zegt (gedeeltelijk) over hem: 'Matty Matlock was, met Irving Fazola, de meest inspirerende en spontane klarinettist in de dixieland-stijl en als een echt originele arrangeur perfectioneerde hij het geluid van de gearrangeerde witte dixieland, zoals we dat vandaag kennen.
Na het uiteenvallen van Crosby's band, werkte Matlock in Los Angeles, waar hij opnamen maakte voor verschillende dixieland-bands. In 1955 verscheen hij in de film Pete Kelly's Blues, waarin hij klarinet speelde voor een band, die te zien was in een scène in een speakeasy in Kansas City in 1927.

## Overlijden
Matty Matlock overleed in juni 1978 op 71-jarige leeftijd.

## Discografie
Als orkestleider
- Dixieland (Douglass Phonodisc)
- Four-Button Dixie (Douglass Phonodisc, 1959) [gecrediteerd als Matty Matlock and the Paducah Patrol]
- They Made It Twice As Nice As Paradise And They Called It Dixieland (Douglass Phonodisc)

Met Bing Crosby
- Play a Simple Melody / Sam's Song (ook met Gary Crosby) (Decca Records)
- Moonlight Bay (ook met Gary Crosby) (Decca Records)
- In the Cool, Cool, Cool of the Evening (ook met Jane Wyman) (Decca Records)
- Bing with a Beat (RCA Records)

Met Ella Fitzgerald
- Ella Fitzgerald Sings the Irving Berlin Song Book (Verve Records)

Met Ray Heindorf
- Pete Kelly's Blues (Columbia Records)

Met Ben Pollack
- Ben Pollack's Pick-A-Rib Boys: Dixieland (Savoy Records)
- Dixieland Vols. 1, 2 & 3 (Savoy Records)

Met Beverly Jenkins
- Gordon Jenkins Presents My Wife The Blues Singer (Impulse! Records)